# Municipio de Logan (condado de Clay, Nebraska)
El municipio de Logan (en inglés: Logan Township) es un municipio ubicado en el condado de Clay en el estado estadounidense de Nebraska. En el año 2010 tenía una población de 116 habitantes y una densidad poblacional de 1,24 personas por km².

## Geografía
El municipio de Logan se encuentra ubicado en las coordenadas 40°23′30″N 97°52′33″O / 40.39167, -97.87583. Según la Oficina del Censo de los Estados Unidos, el municipio tiene una superficie total de 93.51 km², de la cual 93,41 km² corresponden a tierra firme y (0,11 %) 0,1 km² es agua.

## Demografía
Según el censo de 2010, había 116 personas residiendo en el municipio de Logan. La densidad de población era de 1,24 hab./km². De los 116 habitantes, el municipio de Logan estaba compuesto por el 100 % blancos. Del total de la población el 1,72 % eran hispanos o latinos de cualquier raza.